# Uchhotep III.

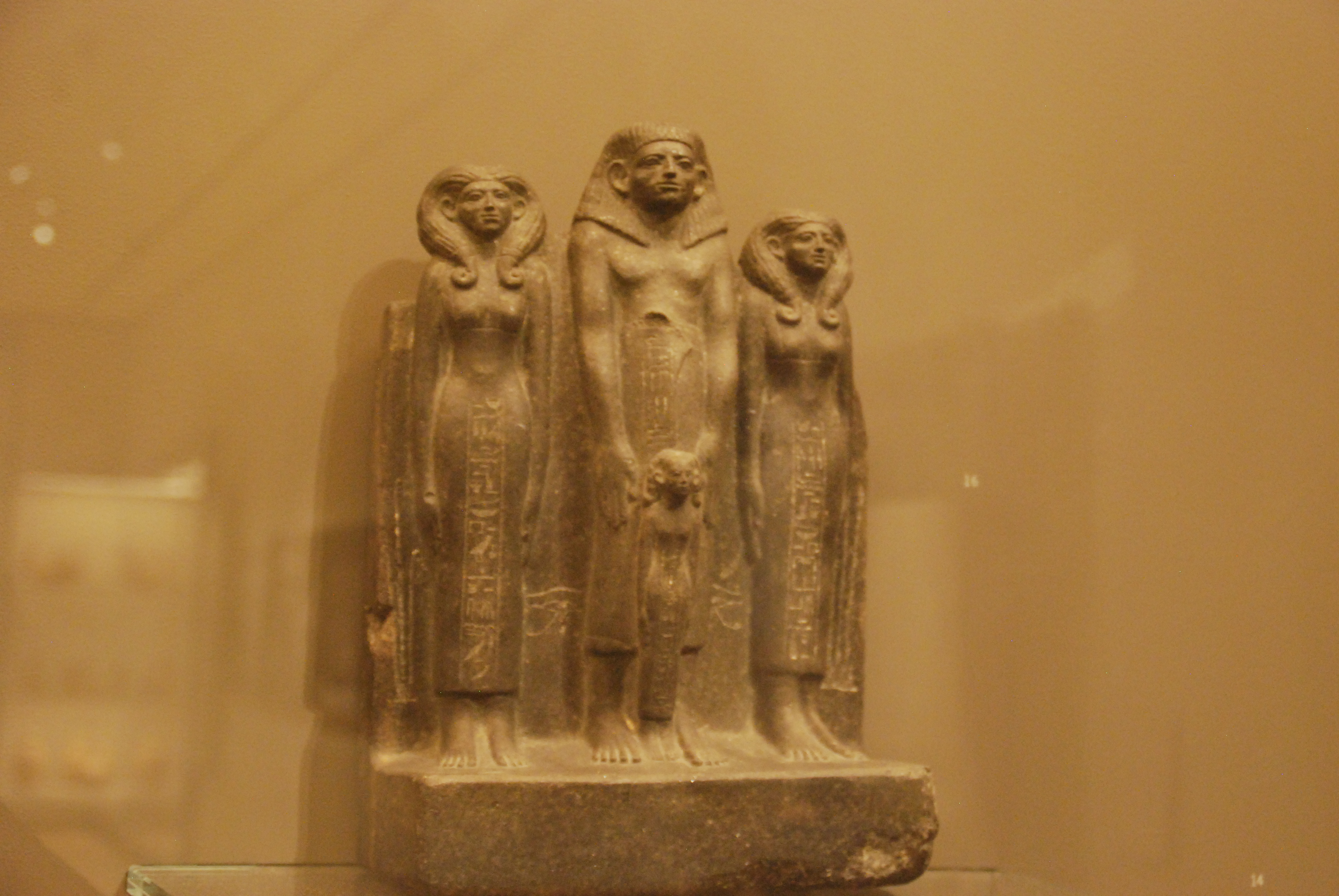
Uchhotep und Familie, Statue, Museum of Fine Arts, Boston

Uchhotep III. (manchmal auch Uchhotep IV.) war ein lokaler Fürst im Alten Ägypten zur Zeit der 12. Dynastie. Er ist vor allem durch sein Grab in Meir (C 1) bekannt. Er lebte und amtierte wahrscheinlich unter Sesostris III.
Uchhotep III. trägt in seinem Grab zahlreiche Titel. Er war vor allem Bürgermeister und Vorsteher der Priester von Hathor, der Herrin der beiden Länder. Damit war er religiöser und weltlicher Herr in Qus. Sein Vater hieß ebenfalls Uchhotep. Von ihm sind keine Titel überliefert. Seine Mutter war Heniheriib. Im Grab sind mindestens 18 Frauen dargestellt, von denen mehrere als seine Gemahlin bezeichnet werden. Der genaue Status dieser Frauen ist unsicher. Als Tochter wird eine gewisse Nebethuthenutsen genannt.
Uchhoteps Grab hat einen Vorhof, eine Hauptkapelle und eine kleine Kapelle im hinteren Teil. Grabschächte zu den Grabkammern sind bisher nicht gefunden worden. Die Hauptkapelle und die kleine Kapelle sind ausgemalt. Die Malereien zeigen verschiedene Auffälligkeiten. In der Hauptkapelle sind, vom Grabinhaber abgesehen, nur Frauen abgebildet. Auf der Ostwand war einst die Jagd in der Wüste dargestellt. Die Wand ist jedoch nicht gut erhalten. Auf der Südwand sieht man Frauen beim Fisch- und beim Vogelfang. Im Zentrum der Wand steht Uchhotep. Auf der Westwand sieht man zweimal, wie Uchhotep in den Marschen jagt. Auf der Nordwand sieht man Opfergabenträgerinnen vor Uchhotep, und in einem oberen Register sieht man ein Fest mit verschiedenen Frauen vor Uchhotep. Die kleine Kapelle zeigt zweimal Uchhotep vor einem Opfertisch.
Neben den zahlreichen Frauen ist auffällig, dass Uchhotep zahlreiche Symbole im Grab verwendet, die sonst im königlichen Bereich bezeugt sind. Eine Inschrift im Grab besagt: Möge er als König von Unterägypten erscheinen, Möge er als König von Oberägypten erscheinen. Uchhotep hält ein Anch-Zeichen in der Hand (sonst nur bei Göttern und Königen bezeugt).
Das Grab Uchhoteps III. wurde von Aylward Manley Blackman wissenschaftlich aufgenommen und 1953 publiziert. Eine australische Expedition unter der Leitung von Naguib Kanawati untersuchte das Grab erneut in den Jahren 2016 und 2017 und legte 2022 eine Publikation vor.